# Сем Газевінкель
Семюел «Сем» Газевінкель (англ. Samuel «Sam» Hazewinkel; нар. 4 березня 1984, Ідайна, Міннесота) — американський борець вільного та греко-римського стилів, чемпіон світу серед студентів, бронзовий призер Панамериканського чемпіонату з греко-римської боротьби, чемпіон та срібний призер Панамериканських чемпіонатів, бронзовий призер Кубку світу, учасник Олімпійських ігор у змаганнях з вільної боротьби.

## Життєпис
Виступав за борцівський клуб «Sunkist Kids» зі Скоттсдейла — передмістя Фінікса. Тренер — Майкл Лайтнер.

### Родина
Його батько Дейв Газевінкель — борець греко-римського стилю, призер чемпіонатів світу, учасник двох Олімпійських ігор. Дейв Газевінкель був першим американцем, який виграв дві медалі світу з греко-римської боротьби (бронзу в 1969 році та срібло в 1970 році). Брат-близнюк батька Джим Газевінкель — теж член збірної команди США з греко-римської боротьби на двох Олімпіадах, учасник двох чемпіонатів світу (4 та 6 місця). Сем Газевінкель, брав участь у олімпійській збірній 2012 року з вільної боротьби у вазі до 55 кг. Змагання відбулися через 40 років після того, як батько і дядько Сема боролися на Олімпіаді в Мюнхені. Сем також був національним чемпіоном США з греко-римських змагань у 2005 та 2007 роках, а також чотириразовим всеамериканським чемпіоном, виступаючи за Університет Оклахоми. Родина Газевінкелів отримала нагороду Alan and Gloria Rice Greco — Legacy Award, яка вшановує родини та команди, які зробили значний вплив на греко-римську боротьбу в США.

## Спортивні результати на міжнародних змаганнях

### Виступи на Олімпіадах
| Змагання                    | Збірна | Вагова категорія          | Місце |
| --------------------------- | ------ | ------------------------- | ----- |
| Літні Олімпійські ігри 2012 | США    | вільна боротьба, до 55 кг | 17    |

### Виступи на Чемпіонатах світу
| Змагання                        | Збірна | Вагова категорія                 | Місце |
| ------------------------------- | ------ | -------------------------------- | ----- |
| Чемпіонат світу з боротьби 2018 | США    | греко-римська боротьба, до 55 кг | 18    |

### Виступи на Панамериканських чемпіонатах
| Змагання                                   | Збірна | Вагова категорія                 | Місце  |
| ------------------------------------------ | ------ | -------------------------------- | ------ |
| Панамериканський чемпіонат з боротьби 2007 | США    | греко-римська боротьба, до 55 кг | Бронза |
| Панамериканський чемпіонат з боротьби 2011 | США    | вільна боротьба, до 55 кг        | Срібло |
| Панамериканський чемпіонат з боротьби 2012 | США    | вільна боротьба, до 55 кг        | Золото |

### Виступи на Кубках світу
| Змагання                    | Збірна | Вагова категорія          | Місце  |
| --------------------------- | ------ | ------------------------- | ------ |
| Кубок світу з боротьби 2010 | США    | вільна боротьба, до 55 кг | 5      |
| Кубок світу з боротьби 2012 | США    | вільна боротьба, до 55 кг | Бронза |

### Виступи на Чемпіонатах світу серед студентів
| Змагання                                        | Збірна | Вагова категорія                 | Місце  |
| ----------------------------------------------- | ------ | -------------------------------- | ------ |
| Чемпіонат світу з боротьби серед студентів 2008 | США    | греко-римська боротьба, до 55 кг | Золото |

### Виступи на інших змаганнях
| Змагання                                  | Збірна | Вагова категорія                 | Місце  |
| ----------------------------------------- | ------ | -------------------------------- | ------ |
| Міжнародний меморіал Дейва Шульца 2008    | США    | греко-римська боротьба, до 55 кг | Срібло |
| Міжнародний меморіал Дейва Шульца 2009    | США    | греко-римська боротьба, до 55 кг | Срібло |
| Міжнародний меморіал Дейва Шульца 2011    | США    | вільна боротьба, до 55 кг        | 4      |
| Турнір Олександра Медведя 2011            | США    | вільна боротьба, до 55 кг        | Срібло |
| Золотий Гран-прі з боротьби 2011 (Баку)   | США    | вільна боротьба, до 55 кг        | 5      |
| Cerro Pelado International 2012           | США    | вільна боротьба, до 55 кг        | Бронза |
| Меморіал Вацлава Циолковського 2012       | США    | вільна боротьба, до 55 кг        | 8      |
| Об'єднаний турнір з 4 видів боротьби 2013 | США    | Multiple Style Event, до LL55 кг | Срібло |
| Золотий Гран-прі з боротьби 2014 (Париж)  | США    | вільна боротьба, до 57 кг        | 5      |
| Турнір Яшара Догу 2014                    | США    | вільна боротьба, до 57 кг        | 24     |
| Кубок Гранми з боротьби 2015              | США    | вільна боротьба, до 57 кг        | 5      |
| Турнір Олександра Медведя 2016            | США    | вільна боротьба, до 57 кг        | 11     |
| Гран-прі Німеччини з боротьби 2018        | США    | греко-римська боротьба, до 55 кг | 5      |